# Ruth Asawa
Ruth Asawa (* 24. Januar 1926 in Norwalk, Kalifornien; † 5. August 2013 in San Francisco) war eine US-amerikanische Bildhauerin. In San Francisco war sie als die „Fountain Lady“ (dt.: Brunnen-Lady) bekannt. Ihre Arbeiten sind in bekannten Kunstsammlungen, wie der des Solomon R. Guggenheim Museums und des Whitneys in New York, ausgestellt. Sie war eine treibende Kraft bei der Schaffung der San Francisco School of the Arts, die ihr zu Ehren im Jahr 2010 umbenannt wurde in Ruth Asawa San Francisco School of the Arts.

## Leben
Ruth Aiko Asawa wurde als eines von sieben Kindern japanischer Emigranten in Norwalk geboren. Dort betrieb ihr Vater bis zur Internierung japanischstämmiger Amerikaner während des Zweiten Weltkriegs eine Gärtnerei. Ihr Vater wurde in ein Internierungslager nach New Mexico gebracht. Sie selbst, ihre Mutter und ihre fünf Geschwister kamen für fünf Monate in die Sammelstelle an der Santa Anita Rennbahn, danach wurden sie in das Rohwer War Relocation Center nach Arkansas gebracht. Den Vater sahen sie erst sechs Jahre später wieder.
Nach ihrem Highschool-Abschluss besuchte sie das Milwaukee State Teachers College mit dem Ziel, Kunstlehrerin zu werden. Da es ihr nicht möglich war, die nötige Anstellung zu bekommen, um die erforderliche Praxiszeit abzuleisten, welche für den Abschluss nötig ist, verließ sie das College ohne Abschluss. Dieser Abschluss wurde ihr im Jahr 1998 überreicht. Nachdem die University of Wisconsin–Milwaukee ihr die Ehrendoktorwürde angeboten hatte, lehnte sie diese ab und bat stattdessen um ihren Abschluss als Kunstlehrerin.
Von 1946 bis 1949 studierte sie am Black Mountain College bei Josef Albers. Asawa lernte dort von Albers, alltägliche Materialien zu verwenden, und begann mit Draht und einer Vielzahl von Techniken zu experimentieren.
Asawa heiratete den Architekten Albert Lanier im Juli 1949. Das Paar bekam sechs Kinder: Xavier (1950), Aiko (1950), Hudson (1952), Adam (1956), Addie (1958) und Paul (1959).
Asawa starb am 5. August 2013 im Alter von 87 Jahren in ihrem Zuhause in San Francisco. 2022 werden ihre Werke auf der 59. Biennale di Venezia gezeigt.

## Werk
In den 1950er-Jahren experimentierte Asawa mit Drahtskulpturen, die durch ihre abstrakte Formen wie eine dreidimensionale Zeichnung wirkten. Die dafür erforderliche Grundtechnik erlernte sie in Toluca, Mexiko von den dortigen Dorfbewohnern. Diese benutzten die Technik, um Körbe aus verzinktem Draht zu fertigen.

“I was interested in it because of the economy of a line, making something in space, enclosing it without blocking it out. It’s still transparent. I realized that if I was going to make these forms, which interlock and interweave, it can only be done with a line because a line can go anywhere.”

„Mich interessierte es, weil die Ökonomie einer Linie etwas im Raum erstellt, es umschließt, ohne es zu blockieren. Es ist immer noch transparent. Ich erkannte, dass, wenn ich wollte, ich diese Formen, die ineinander greifen und verwoben sind, nur mit einer Linie erstellen konnte, da eine Linie überall hingehen kann.“

Asawas Skulpturen aus Draht brachten ihr in den 1950er-Jahren Bekanntheit, als ihre Arbeiten mehrmals in der Whitney Biennial Annual Exhibition im Whitney Museum of American Art und auf der Biennale von São Paulo ausgestellt wurden.
Im Jahr 1962 begann Asawa, mit gebundenen Drahtskulpturen zu experimentieren. Sie erstellte Bilder aus der Natur, geometrische und abstrakte Formen.
Der Kurator des De Young Museums in San Francisco Daniel Cornell sagte über Ruth Asawa:

“Ruth was ahead of her time in understanding how sculptures could function to define and interpret space. This aspect of her work anticipates much of the installation work that has come to dominate contemporary art.”

„Ruth war ihrer Zeit im Verständnis darüber, wie Skulpturen funktionieren können und wie Raum zu definieren ist, weit voraus. Dieser Aspekt ihrer Arbeit antizipierte einen Großteil der künstlerischen Installationen, die dann die zeitgenössische Kunst beherrschen sollten“

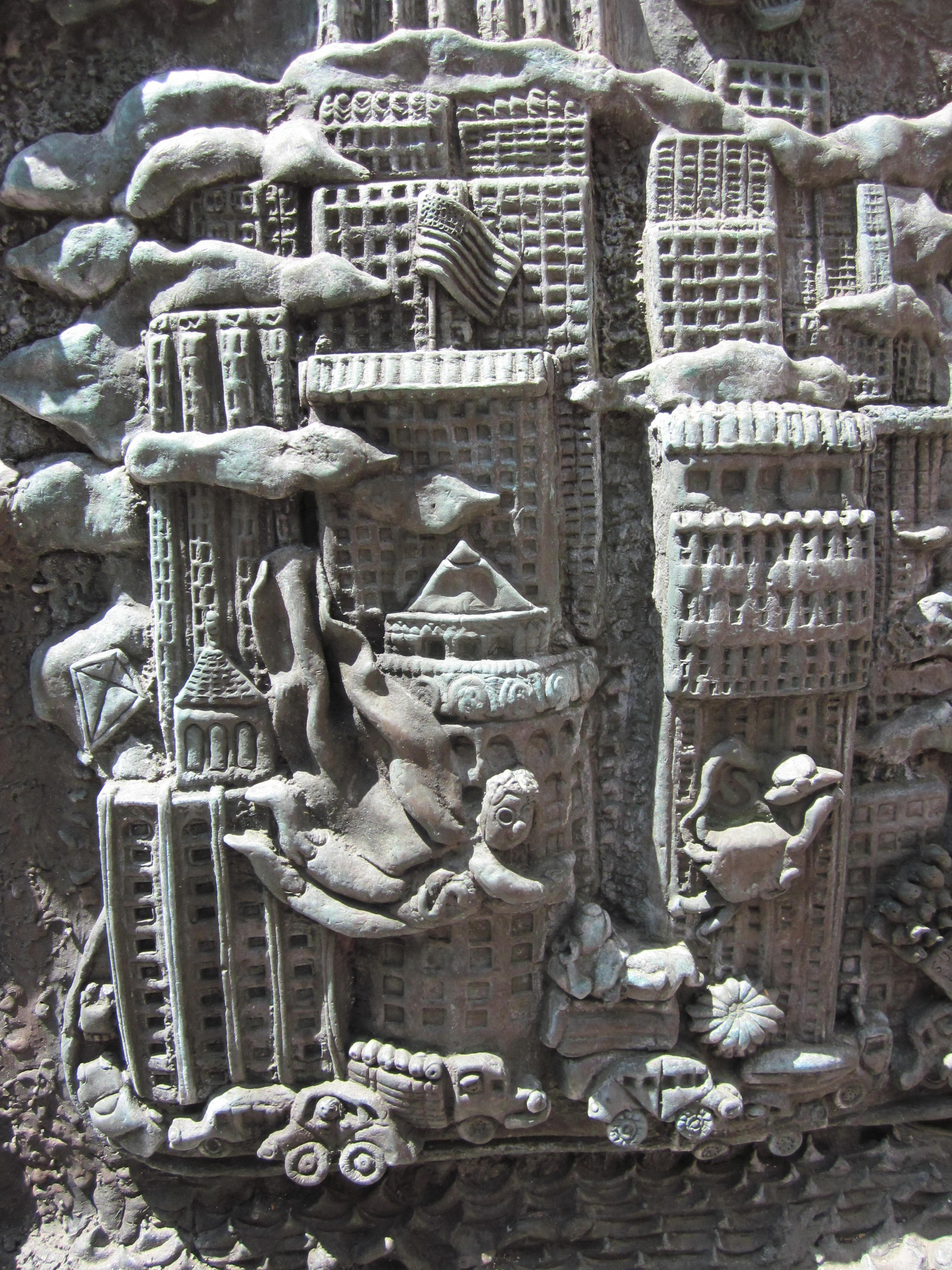
Detail des Brunnens am Union Square

Ihre erste repräsentative Arbeit schuf Asawa im Jahr 1968, einen Meerjungfraubrunnen am Ghirardelli Square im Fisherman’s Wharf an der Waterfront in San Francisco. Für diesen Brunnen mobilisierte sie 200 Schulkinder, die hunderte von Eindrücken aus San Francisco modellierten, welche dann in Eisen gegossen wurden. Im Lauf der Zeit gestaltete sie weitere Brunnen und wurde in San Francisco als „Fountain Lady“ bekannt.

## Öffentlicher Dienst und kulturelle Bildung
Asawa setzte sich leidenschaftlich für die Kunsterziehung als transformative und stärkende Erfahrung, besonders für Kinder ein. Im Jahr 1969 wurde sie zu einem Mitglied der San Francisco Arts Commission ernannt und begann mit Lobbyarbeit bei Politikern und Stiftungen, um Kunstprogramme ins Leben zu rufen, von denen kleine Kinder und auch Bürger in San Francisco profitieren würden. Ruth Asawa war Mitbegründerin des Alvarado Art Workshop für Schulkinder im Jahr 1968. In den frühen 1970er-Jahren wurde dies zum Modell für die Art Commissions bzw. das Neighborhood Art Program, finanziert mit Geldern des Bundesprogramms Comprehensive Employment and Training Act (CETA) von 1973.
Dies wurde ein national repliziertes Programm, welches Künstler aller Disziplinen beschäftigte, um öffentliche Arbeit für die Stadt zu tun. Diesem Programm folgte 1982 der Bau einer öffentlichen Kunsthochschule. Die Schule wurde im Jahr 2010 in Ruth Asawa San Francisco School of the Arts zu ihren Ehren umbenannt. Asawa führte ihren Einsatz auf dem California Arts Council und der National Endowment for the Arts im Jahr 1976 weiter und von 1989 bis 1997 arbeitete sie als Kuratorin des Fine Arts Museums of San Francisco.

## Werke (Auswahl)

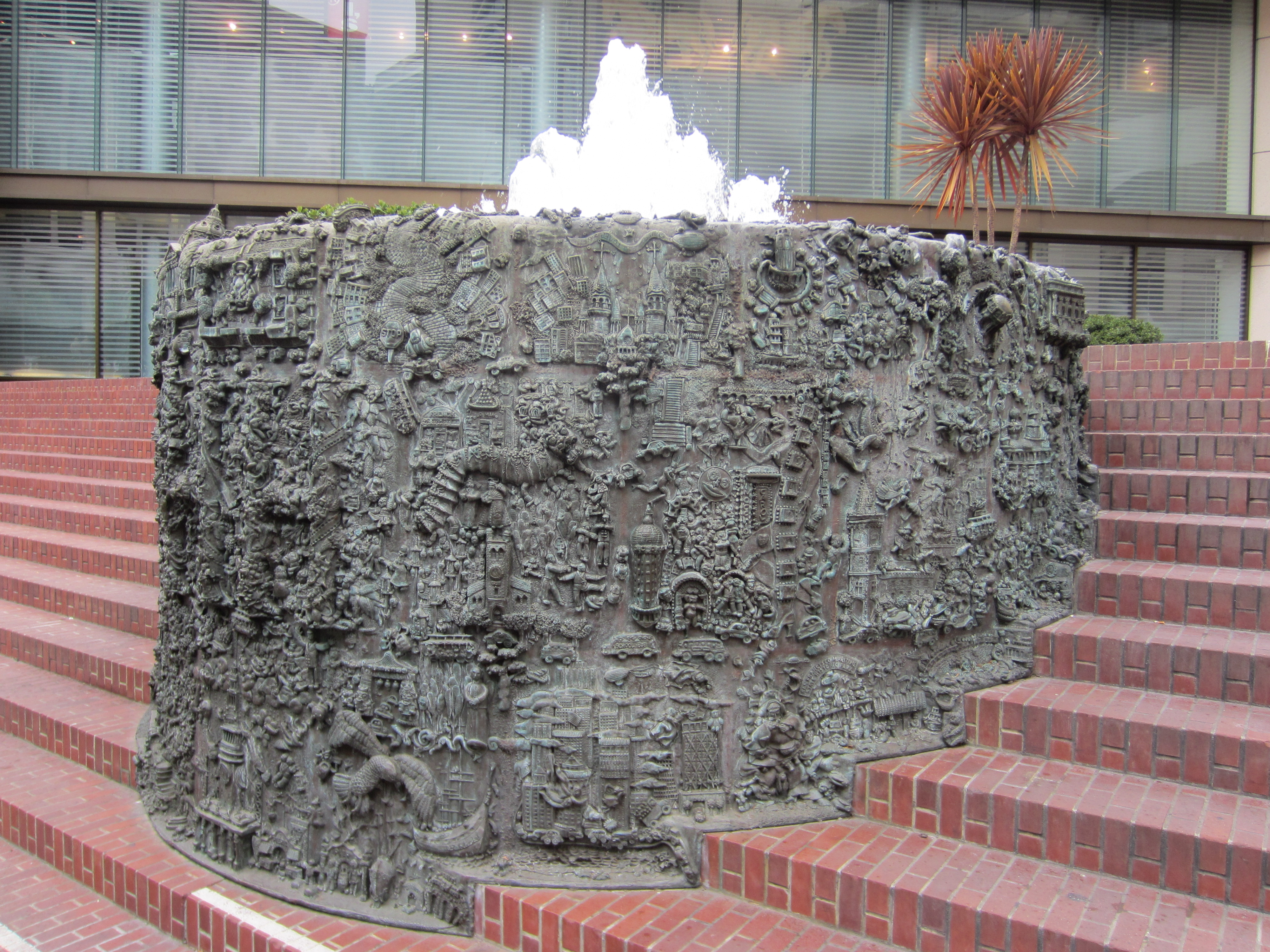
Ruth Asawas San Francisco Fountain am Grand Hyatt San Francisco

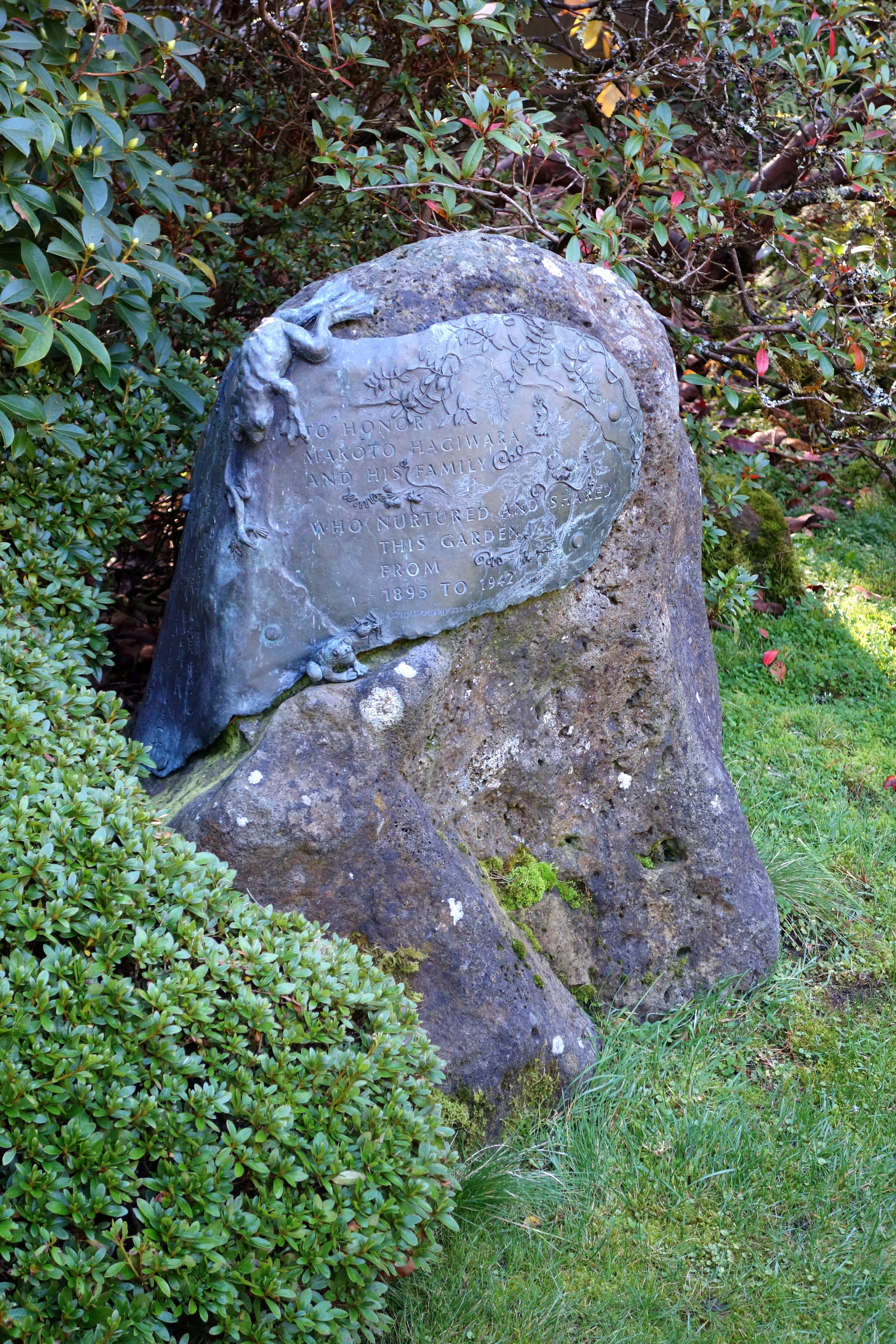
Bronze zu Ehren von Makoto Hagiwara, 1974, Japanischer Garten, Golden Gate Park

- Andrea, der Meerjungfrauenbrunnen am Ghirardelli Square (1966)
- San Francisco Fountain des Grand Hyatt am Union Square (1973)
- Brunnen an der Buchanan Mall (Nihonmachi) (1976)
- Aurora, durch Origami inspirierter Brunnen an der San Francisco Waterfront (1986)
- Die Japanese-American Internment Memorial Sculpture in San Jose (1994)

## Auszeichnungen
- 1968: First Dymaxion Award for Artist/Scientist
- 1974: Gold Medal des American Institute of Architects
- 1990: San Francisco Chamber of Commerce Cyril Magnin Award
- 1993: Honor Award der Women’s Caucus for the Arts
- 1995: Asian American Art Foundations Golden Ring Lifetime Achievement Award

## Film
- Snyder, Robert, producer (1978) Ruth Asawa: On Forms and Growth. Pacific Palisades, cA: Masters and Masterworks Production.